# Alan Dundes
Alan Dundes, (ur. 8 września 1934  – zm. 30 marca 2005), amerykański folklorysta reprezentujący antropologiczno-kulturowy nurt w tej dyscyplinie. Wieloletni pracownik naukowy Uniwersytetu Kalifornijskiego. Autor dwunastu książek traktujących o folklorze w sposób naukowy i popularny.